# Giorgio Baietti
Giorgio Baietti (Millesimo, 25 gennaio 1961) è uno scrittore e giornalista italiano.

## Biografia
Laureato in sociologia all'Università di Urbino e lettere all'Università di Genova, da oltre vent'anni si occupa dei supposti enigmi riguardanti Rennes le Château, un piccolo paese francese situato nell'Aude, legato alla discussa figura dell'abate Bérenger Saunière. Tra i numerosi temi trattati da Baietti, rientrano i misteri di Altare e le leggende legate al piccolo paese francese di Bugarach, poco lontano da Rennes le Château. È giornalista e direttore responsabile del periodico Dimore, con sede a Roma. Tiene conferenze in tutta Italia ed è apparso in alcune trasmissioni televisive che trattano enigmi e linguaggi esoterici, come Rebus (Odeon), Mistero (Italia 1) e Voyager (Rai 2). Baietti narra anche della vita e delle opere di Don Grignaschi, singolare e carismatico parroco piemontese dell'Ottocento.

## Opere
- Andata e ritorno, 3º classificato al Premio Cosseria 1999.
- Rennes le Château, Cet editore, Torino, 2001.
- L'enigma di Rennes le Château, Edizioni Mediterranee, Roma, 2003;
- L'uomo e il mistero (insieme ad altri autori), Edizioni Mediterranee, Roma, 2004.
- Giallo Uovo, Edizioni Mondolibri (Mondadori), Milano, 2006.
- Guida del visitatore, traduttore della guida francese di Rennes le Chateau. Editions Tatiana Kletzky Pradere, Carcassonne, Francia, 2006.
- Lo specchio inverso, Edizioni Lindau, Torino, 2007.
- Il Cristo delle dolci colline, Casale Monferrato, 2008.
- I guardiani del tempo, Edizioni Piemme, 2009 (romanzo, thriller).[2]
- Buio come il Vetro, Minerva, 2015 (romanzo).
- Luoghi misteriosi, Ed. Yume, 2020
- I Catari e il loro mistero, Ed. Verdechiaro, 2022